# Antonio Starabba
Antonio Starabba de Rudini (16 de abril de 1839 en Palermo - 7 de agosto de 1908 en Roma), marqués de Rudini, fue un político italiano del partido conservador. Ocupó el cargo de primer ministro de Italia, de 1891 a 1892 y desde 1896 a 1898. 

## Participación política
Fue miembro de la Derecha histórica con la que triunfo para ocupar el cargo en su primer mandato. En 1896 firmó el Tratado de Adís Adeba, que puso fin a las pretensiones italianas sobre Etiopía.

## Honores
Condecoraciones italianas
- Caballero de la Suprema Orden de la Santísima Anunciación ( Reino de Italia).
- Caballero gran cruz de la Orden de la Corona de Italia ( Reino de Italia).
- Caballero gran cruz de la Orden de los Santos Mauricio y Lázaro ( Reino de Italia).